# سيجسموندو موريت
سيجسموندو موريت (بالإسبانية: Segismundo Moret  y Prendergast)‏ (قادس، 2 يونيو 1838 – مدريد، 28 يناير 1913) تاجر وكاتب وسياسي إسباني.
كان سيجسموندو وزيرا ماوراء البحار في عهد أماديو الأول ووزيرًا للمالية. وفي عهد ألفونسو الثاني عشر وزير الداخلية. ثم خلال وصاية ماريا كريستينا دي هابسبورغ وزيرة الدولة والتنمية وأيضا وزيرا للداخلية وماوراء البحار؛ وأخيرا في عهد ألفونسو الثالث عشر أصبح وزير الداخلية ورئيس مجلس الوزراء ورئيس مجلس النواب.

## السيرة الذاتية

### البداية
ولد موريت في قادس يوم 2 يونيو 1833. وأمه من أصل أيرلندي. درس القانون في جامعة مدريد المركزية حيث أصبح في 1858 أستاذ في الاقتصاد السياسي، مع استمراره في الوقت نفسه بدراسته القانون. انتخب في 1863 نائبا مستقلا عن مدينة المعدن مقاطعة ثيوداد ريال ولكنه استقال منه بعدها بفترة. ثم أعيد انتخابه في سيوداد ريال سنة 1868 بعد انتصار ثورة 1868 فتعاون في صياغة دستور إسبانيا 1869.

### إلغاء العبودية
أضحى موريت وزيرا لماوراء البحار في حكومة الجنرال بريم (1870). وقد حرر العبيد في بورتوريكو خلال فترة ولايته وإن اقتصر على حرية الأرحام [الإنجليزية] في ذلك الوقت والمعروفة باسم (قانون موريت 4 يوليو 1870) وعزز نص دستوري إلغائه في بورتوريكو. ثم أصبح موريت وزيرا للمالية في الحكومة الأولى لعهد أماديو (1871)، لكنه اضطر إلى الاستقالة بسبب بعض المخالفات في امتياز التبغ. فعين سفيرا في لندن سنة 1872 لكنه استقال بعد بضعة أشهر وقبل العمل في إدارة بنك بريطاني كبير.

### عودته إلى الوطن
عاد موريت بعد عودة البوربون إلى العرش الإسباني سنة 1875 وأسس الحزب الديمقراطي-الملكي، فانتخب مرة أخرى نائبا لسويداد ريال في 1879 ثم اندمج حزبه مع حزب اليسار الملكي في 1882. وعين وزيرا للداخلية سنة 1883 ثم انتهى به المطاف بالحزب الليبرالي بزعامة ساغاستا فأصبح وزير الدولة للشؤون الخارجية (1885-1888، 1892، 1894) ثم الداخلية (1888، 1901، 1902) ووزير التنمية (1892)، ووزير المستعمرات (1897-1898). وبعد وفاة ساغستا دخل في نزاعات من أجل السيطرة على الحزب.

### رئاسة الوزراء
بعد استقالة مونتيرو ريوس سنة 1905 أصبح موريت رئيسًا للوزراء لكنه اضطر إلى الاستقالة في يوليو 1906 عندما خسر الأغلبية البرلمانية (كورتيس خينيراليس) على الرغم من أنه أصبح رئيسًا للوزراء لفترة وجيزة من نفس العام (30 نوفمبر-4 ديسمبر).
بعد المواجهات الدامية «للأسبوع المأساوي» سنة 1909 في برشلونة استقال أنطونيو مورا فعين موريت رئيسًا للوزراء بالإضافة إلى أنه كونه وزيرًا للداخلية. إلا أنه اضطر إلى الاستقالة في فبراير 1910 عندما استبدل بخوسيه كناليخاس. وندد بحكومة كناليخاس بأنها «علم الديمقراطية الذي يستخدم لتغطية بضائع الرجعيين».
وفي سنة 1912 قُتل كاناليخاس فجاء من بعده ألفارو دي فيجويرا وتورس رئيسا جديدا للوزراء الذي عين موريت رئيسًا لمجلس النواب (الكونغرس دي لوس ديبوتادوس) حتى وفاته في 28 يناير 1913.